# Козни Музыкального мастера!
«Козни Музыкального мастера!» (англ. Mayhem of the Music Meister!) — двадцать пятый эпизод американского мультсериала «Бэтмен: Отважный и смелый».

## Сюжет
Горилла Гродд, Король Часов и Чёрная Манта хотят украсть новый космический спутник. Прибывают Аквамен, Зелёная Стрела и Чёрная Канарейка, чтобы помешать им. До начала драки, Чёрная Манта внезапно начинает петь, не контролируя себя, затем песню подхватывает Аквамен и все остальные. На площадке появляется Музыкальный мастер, способный гипнотизировать кого угодно своим пением. У него свои планы на спутник, и он приказывает героям и злодеям украсть спутник для него. Его также очаровывает голос Канарейки. Бэтмен устаёт наблюдать за этим безобразием с вертолёта и прыгает вниз. Он сражается со злодеями и со своими товарищами под гипнозом. Музыкальный мастер, получив то, что ему нужно, уходит, отправляя слуг на погибель под запускающуюся ракету. Бэтмен успевает всех спасти, и, вырубив преступников, даёт супергероям затычки для ушей.
Музыкальный мастер играет на органе в своём убежище, и к нему прибывает Бэтмен. Злодей поёт новую песню, а герой преследует его по всему городу. Когда Бэтмен сражается с бандитами, которых освободил Музыкальный мастер, Чёрная Канарейка поёт песню о любви к Бэтмену, а Музыкальный мастер поёт про неё. Она отвергает его чувства, и он вырубает её с Бэтменом. На своей базе он запер их в ловушке, исполняя рок, и собирается использовать спутник для распространения своего гипноза по всему миру. Под пение Канарейки Бэтмен выбирается с ней из ловушки и направляются к Музыкальному мастеру. На городской улице злодей исполняет свой замысел: Бэтмен и Чёрная Канарейка одни против всего загипнотизированного мира. Канарейку хватают и снимают с неё беруши. Бэтмен не дерётся с ней, а пытается перепеть, используя бэт-усилитель звука. Ему это удаётся, и когда Канарейка выпускает звуковую волну, он отбирает микрофон у Музыкального мастера и подставляет его Канарейке. Гипноз спадает, и Бэтмен побеждает злодея. После этого Чёрная Канарейка предлагает Бэтмену покататься на мотоцикле, но он отказывается. Тогда Зелёная Стрела пользуется случаем и поёт вместе с Канарейкой, чтобы она обратила на него внимание.

## Роли озвучивали
- Дидрих Бадер — Бэтмен
- Нил Патрик Харрис — Музыкальный мастер[англ.]
- Грей Гриффин — Чёрная Канарейка
- Джон Димаджио — Аквамен / Горилла Гродд
- Кевин Майкл Ричардсон — Чёрная Манта[англ.]
- Джеймс Арнольд Тэйлор — Зелёная Стрела

## Саундтрек
Саундтрек к эпизоду «Козни Музыкального мастера!» был выпущен 23 октября 2009 год под названием Batman: The Brave And The Bold: Mayhem of the Music Meister! (Soundtrack from the Animated Television Show). Он состоит из 8 треков.
| №                   | Название                                                   | Автор(ы)            | Исполнители                                              | Длительность |
| ------------------- | ---------------------------------------------------------- | ------------------- | -------------------------------------------------------- | ------------ |
| 1.                  | «Batman: The Brave and the Bold Theme»                     | Andy Sturmer        | Нил Патрик Харрис, Грей Делайл и Джон Димаджио           | 0:32         |
| 2.                  | «I'm the Music Meister»                                    |                     | Нил Патрик Харрис, Грей Делайл и Джон Димаджио           | 5:54         |
| 3.                  | «Drives Us Bats»                                           |                     | Нил Патрик Харрис, Грей Делайл и Джон Димаджио           | 1:46         |
| 4.                  | «If Only»                                                  | Lolita Ritmanis     | Нил Патрик Харрис и Грей Делайл                          | 2:35         |
| 5.                  | «Death Trap»                                               | Kristopher Carter   | Нил Патрик Харрис и Грей Делайл                          | 1:49         |
| 6.                  | «The World is Mine»                                        |                     | Нил Патрик Харрис, Грей Делайл и Джон Димаджио           | 3:34         |
| 7.                  | «If Only (Reprise)»                                        | Lolita Ritmanis     | Джеймс Арнольд Тэйлор и Грей Делайл                      | 2:03         |
| 8.                  | «Drives Us Bats (Mayhem of the Music Meister End Credits)» |                     | Нил Патрик Харрис, Джон Димаджио и Кевин Майкл Ричардсон | 0:31         |
| Общая длительность: | Общая длительность:                                        | Общая длительность: | Общая длительность:                                      | 18:44        |

## Показ и отзывы
Эпизод был показан 24 июня 2009 года на Comic-Con. На телевидение вышел 23 октября того же года.
Дэн Филлипс из IGN поставил эпизоду оценку 9,7 из 10 и написал, что «„Козни Музыкального мастера!“ — самый забавный, самый интересный, милый и вызывающий улыбку эпизод мультсериала „Бэтмен: Отважный и смелый“». В конце критик отметил, что «Нил Патрик Харрис великолепен, как и остальные актёры». Эрик Амайя из CBR посчитал, что «особого упоминания заслуживает Грей Делайл, озвучившая Чёрную Канарейку». Рецензент написал, что «её голос — отличное противопоставление Харрису». Алан Рапп из RazorFine присвоил серии рейтинг 5 из 5 и написал, что «Нил Патрик Харрис идеально подходит для этой роли, и его исполнение злодейской песни заставит вас напевать её ещё долго после окончания эпизода». В конце он подметил, что «без сомнения, это один из лучших эпизодов мультсериала».
Эпизод был номинирован на премию «Эмми» и назван одним из лучших телевизионных мюзиклов.
Зрители тоже тепло приняли эпизод; Screen Rant поставил его на 2 место в топе лучших эпизодов мультсериала по версии IMDb.